# Jackie R. Jacobson
Jackie R. Jacobson (4 de fevereiro de 2002, Los Angeles, Califórnia) é uma atriz e modelo norte-americana que ficou conhecida por interpretar Dylan na franquia de filmes e séries infanto-juvenil Malibu Rescue, da Netflix.

## Vida pessoal
Jacobson é a caçula de três filhos, ela possui dois irmãos mais velhos, além de atuar, uma outra grande paixão de Jackie é cozinhar.

## Filmografia
| Ano       | Título                      | Papel           | Notas                  |
| --------- | --------------------------- | --------------- | ---------------------- |
| 2012      | Criminal Minds              | Mackenzie Lewis | 1 episódio             |
| 2015      | Game Shakers                | Pompay          | 1 episódio             |
| 2016      | Bella and the Bulldogs      | Katie Mae       | 1 episódio             |
| 2016      | Plantão Noturno             | Darika          | 1 episódio             |
| 2018      | Speechless                  | Kimberly        | 1 episódio             |
| 2019-2020 | Resgate em Malibu - A Série | Dylan           | Série original Netflix |
| 2021      | How to Hack a Birth Control | Jess            | 2 episódios            |

| Ano        | Título                             | Papel                  | Notas                  |
| ---------- | ---------------------------------- | ---------------------- | ---------------------- |
| 2011       | Bully Avengers                     | Garota na cantina      | Curta-metragem         |
| 2011       | Of Age                             | Garota na classe       | Curta-metragem         |
| 2014       | The Learning Curve                 | Britany                | Curta-metragem         |
| 2014       | Sister                             | Garotinha irritada     |                        |
| 2014       | Night Eyes                         | Linda (jovem)          |                        |
| 2014       | A Little Problem                   | Angie                  |                        |
| 2015       | Eleanora: The Forgotten Princess   | Eleanora (adolescente) | Curta-metragem         |
| 2016       | A Horse Story                      | Monica Radcliffe       |                        |
| 2016       | Six Guns Savior                    | The Harbinger          |                        |
| 2019       | Resgate em Malibu - O Filme        | Dylan                  | Filme original Netflix |
| 2020       | Resgate em Malibu - A Próxima Onda | Dylan                  | Filme original Netflix |
| a anunciar | Renegades: Ominara                 | Alex                   |                        |